# Wasserschloss Bergenweiler
Das Wasserschloss Bergenweiler ist eine abgegangene Wasserburg und ein ehemaliges Schloss in Bergenweiler, heute ein Ortsteil der Gemeinde Sontheim an der Brenz im Landkreis Heidenheim in Baden-Württemberg.

## Geschichte
1588 wurde das Schloss von Heinrich vom Stain († 1605 in Bergenweiler), siehe dazu Herren vom Stain, anstelle einer früheren um 1460 erwähnten Wasserburg als ausgedehnte Renaissanceanlage erbaut. 1932 wurde das Schloss – ohne die Nebengebäude Amtshaus und Jägerhaus, Erzmagazin und Zehntscheuer sowie Schlosskapelle mit der Ausstattung aus ihrer Erbauungszeit – durch einen Brand zerstört. 1953 wurden die letzten Reste der Schlosskapelle abgebrochen. Andere Teilreste wurden in den Folgejahren abgetragen und der Grund an Privatleute als Baugrund verkauft. Teile der Grundmauern und der Keller des ehemaligen Schlosses sind heute in Privathäuser auf dem Gelände integriert, dieses bildet die Straße „Schloßhof“.